# Упередження
Упере́дження — хибна думка, яка складається щодо кого-, чого-небудь попередньо, без ознайомлення, та пов'язане з нею відповідне ставлення. Упередження частіше за все є процесом неусвідомленої або стереотипної попередньої (часто негативної) оцінки та ставлення до кого-, чого-небудь або висловлювання думки без прямого досвіду чи без критичного мислення, також без достатніх на те підстав.

## Поняття
Часто використовується для позначення передбачуваних, як правило, негативних почуттів стосовно людини чи групи людей через їх стать, гендер, расову, національну чи етнічну приналежність, стосується релігійних чи власних переконань оцінюваних людей, належність їх до певного соціального класу; також щодо віку, освіти, професійної діяльності чи місця проживання, інвалідності тощо. Стосовно соціальних груп, упередження загалом посилається на існуючі уяви по відношенню до членів таких груп, часто базованих на соціальних стереотипах. В побуті також поширюється на тварини, рослини, предмети чи навколишні процеси. Найчастіше упередження стосуються уявлень, що розділяються чималою кількістю людей. В політиці висловлення політично непопулярного некоректного погляду — саме по собі ще не є упередженням, але в той же час і політично популярні погляди не обов'язково є вільними від упередження.
Упередження та забобони — це так званий людський фактор, який впливає на прийняття, осмислення та розповсюдження інформації, спотворюючи її, та на процес прийняття рішень, відводячи мислення від об'єктивного фактору до суб'єктивного погляду. Упередження надзвичайно поширені, понад усе вони характерні для тих областей людської діяльності, які пов'язані з процесами, предметами чи обставинами, про яких немає (або в принципі не може бути) достатньо повної інформації. Також там, де, на перше місце ставиться точність, логічність, адекватність та обґрунтованість (наприклад, в науці), існує велика кількість упереджень.

## Стійкість упереджень
Після того, як було створено логічне чи емоційне обґрунтування для ідеї, переконання чи вірування досить важко змінити таку точку зору, в цьому упередження схоже з подібним поняттям «Стереотип» (але вони, все-таки, мають фундаментальні відмінності). Тобто, використовуючи звичайні правила логіки або раціональне мислення, люди не схильні помічати того, що суперечить їх системі переконань. Після свого виникнення, упередження починають підтримувати самі себе, їх надзвичайно важко змінити, що призводить до виникнення різних когнітивних упереджень, наприклад, «Упередження уваги», «Сліпа пляма упереджень», «Підтверджувальне упередження» тощо. Висновки здатні жити своїм власним життям, навіть якщо факти, на яких вони базувалися, вже були спростовані.

## У політиці
Для створення стійких короткочасних або довготривалих упереджень та наступних різноманітних стереотипів, щодо деяких переконань чи процесів в політичному та соціальному житті людства, в політиці використовується пропаганда і маніпуляції інформацією та статистикою. В політиці висловлення політично непопулярного некоректного погляду — саме по собі ще не є упередженням, але в той же час і політично популярні погляди не обов'язково є вільними від упередження.

## У статистиці
Статистика є упередженою, коли вона відрізняється від реального розподілу факту, який вона аналізує, найчастіше внаслідок невірного вихідного припущення або формування вибірки; також можлива усвідомлена маніпулятивна постановка вибірки, для отримання потрібних результатів.